# Nimboa guttulata
Nimboa guttulata is een insect uit de familie van de dwerggaasvliegen (Coniopterygidae), die tot de orde netvleugeligen (Neuroptera) behoort. 
De wetenschappelijke naam Nimboa guttulata is voor het eerst geldig gepubliceerd door Navás in 1914.